# Martrois
Martrois – miejscowość i gmina we Francji, w regionie Burgundia-Franche-Comté, w departamencie Côte-d’Or.
Według danych na rok 1990 gminę zamieszkiwało 60 osób, a gęstość zaludnienia wynosiła 8 osób/km² (wśród 2044 gmin Burgundii Martrois plasuje się na 850. miejscu pod względem liczby ludności, natomiast pod względem powierzchni na miejscu 1077.).